# Peter Neckermann
Peter Neckermann (* 17. März 1842 in Hemmersheim; † 1. Oktober 1902 in Würzburg) war ein deutscher Metzgermeister und Mitglied des Reichstags im Deutschen Kaiserreich.

## Leben
Neckermann besuchte die Schule in Hemmersheim und bestand in seinem 20. Lebensjahr die Meisterprüfung mit der Note eins. 1867  gründete er sein eigenes Geschäft. Er war langjähriger Vorstand der Metzgerinnung, Mitglied des Gemeindekollegiums der Stadt Würzburg, sowie Mitglied des Gewerbesteuer-Ausschusses.
Von 1890 bis 1898 war er Mitglied des Deutschen Reichstags für den Wahlkreis Unterfranken 6 (Würzburg) und die Deutsche Zentrumspartei.
Er war der Großvater des Versandhändlers und Dressurreiters  Josef Neckermann.